# Choroł
Choroł (ukr. Хорол) – rzeka na Ukrainie, prawy dopływ Pseła. 
Długość rzeki wynosi 308 km, a powierzchnia zlewni 3340 km².
Rzeka płynie przez Nizinę Naddnieprzańską. Przepływa przez miasto Myrhorod.